# Tipula (Yamatotipula) sayi
Tipula (Yamatotipula) sayi is een tweevleugelige uit de familie langpootmuggen (Tipulidae). De soort komt voor in het Nearctisch gebied.